# 칼라시오
칼라시오(이탈리아어: Calascio)는 이탈리아 아브루초주 라퀼라도에 있는 코무네이다. 그란 사소 에 몬티 델라 라가 국립공원에 위치해있다. 주요 관광지는 로카 칼라시오 유적지이다.

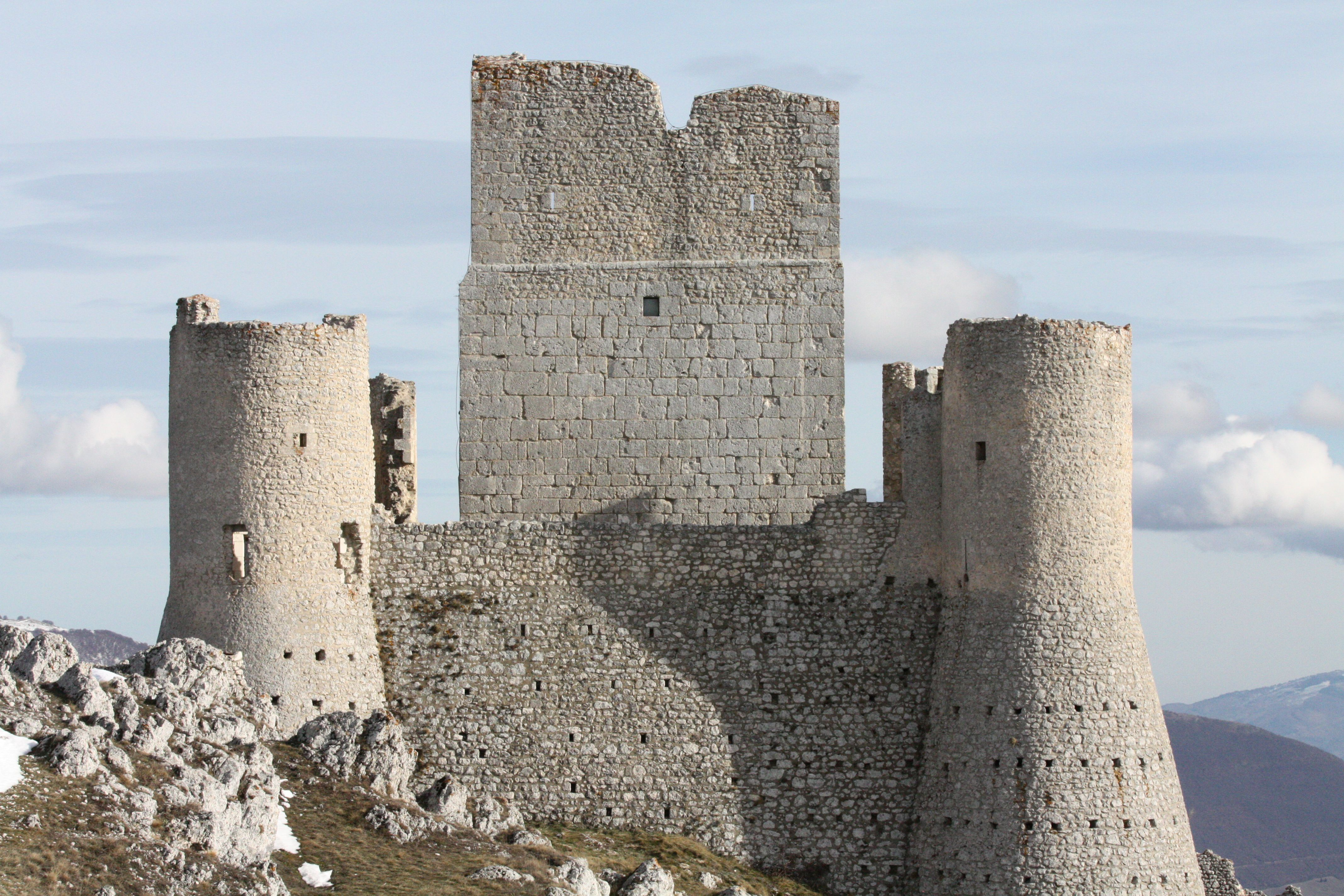
로카 칼라시오